# بوبي (مغني)
كيم جي وون (بالكورية: BOBBY)؛ (ولد في 21 ديسمبر 1995)، المعروف بأسم بوبي هو مغني راب كوري - أمريكي. وهو معروف كعضو في مجموعة آيكون الكورية الجنوبية، وهي التي تقع تحت واي جي إنترتينمنت.

## روابط خارجية
- بوبي على موقع ميوزك برينز (الإنجليزية)
- بوبي على موقع ديسكوغز (الإنجليزية)